# Tottenham Court Road
Tottenham Court Road è un'importante strada situata nel centro di Londra, Inghilterra, tra St Giles Circus (l'incrocio tra Oxford Street e Charing Cross Road) a nord di Euston Road, al confine con la Città di Westminster e il borgo londinese di Camden, lunga circa un chilometro. Da vari anni la circolazione sulla via è a senso unico in direzione nord, mentre il traffico in direzione sud usa la parallela Gower Steet. La strada è anche generalmente indicata come confine occidentale di Bloomsbury.
La parte terminale a sud è vicino al British Museum e al Centre Point, l'edificio più alto del West End. Lungo la via si trovano vari edifici dell'University College e all'estremità nord si trova lo University College Hospital. 
La via è servita da tre stazioni della metropolitana di Londra - da sud a nord sono: Tottenham Court Road, Goodge Street e Warren Street.

## Storia

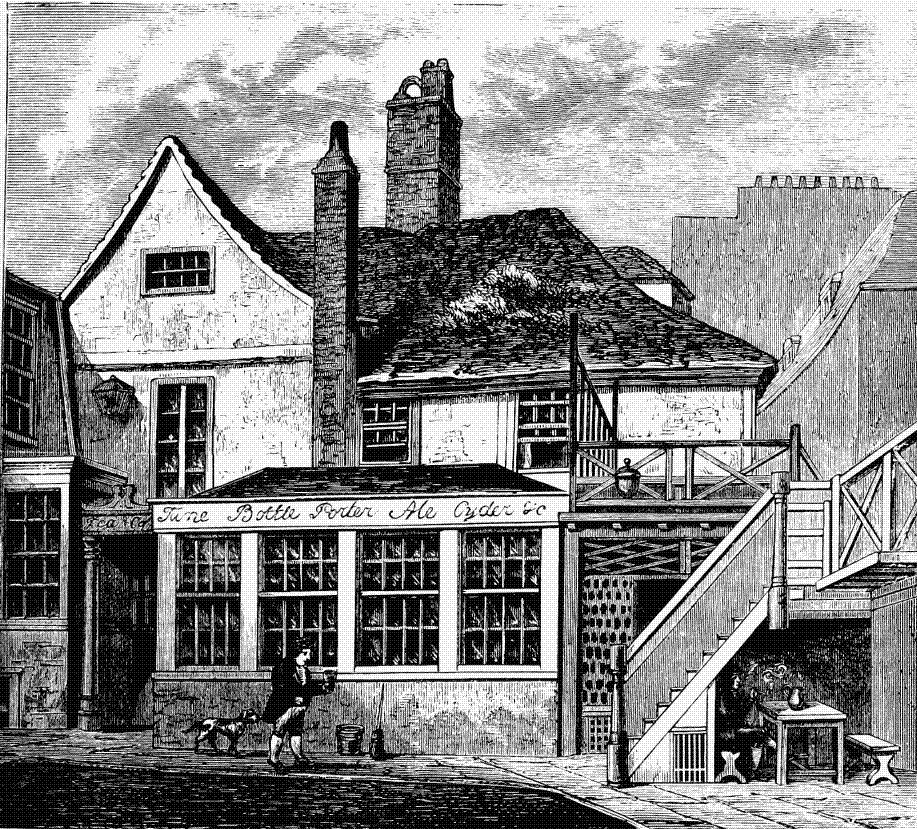
Toten Hall nel 1813 circa

L'area ora attraversata dalla strada è descritta nel Domesday Book come appartenente al Decano e al Capitolo della cattedrale di San Paolo, Durante il regno di Enrico III (1216-1272) si trovava nella zona la casa nobiliare di un certo William de Tottenhall. Nel XV secolo l'area era conosciuta come Totten, Totham o Totting Hall. Dopo aver cambiato proprietario varie volte, il palazzo venne affittato per 99 anni alla regina Elisabetta, divenendo quindi noto come Tottenham Court. Nel secolo successivo divenne proprietà della famiglia Fitzroy, che costruì Fitzroy Square su una parte del giardino del palazzo verso la fine del XVIII secolo.
Nel 1814 un birrificio sito nella strada è stato oggetto di un grave incidente noto come London Beer Flood, con lo sversamento di circa un milione e mezzo di litri di birra che hanno danneggiato le abitazioni vicine e ucciso almeno otto persone.

## Cultura di massa

### Musica
- Al n° 31 di Tottenham Court Road era situato l'UFO Club, locale notturno che tra il dicembre 1966 e l'ottobre 1967 offriva spettacoli di musica underground, contribuendo molto alla popolarità di gruppi come i Pink Floyd e i Soft Machine.
- Una replica della stazione della metropolitana che si trova nei pressi di questa strada è stata costruita sul set di We Will Rock You, celebre brano dei Queen.
- Nel 2002 il duo inglese Pet Shop Boys ha girato nella stazione di Tottenham Court Road il videoclip del brano Home and Dry.

Libri
- La strada è menzionata nel libro Harry Potter e i Doni della Morte.

### Film
- La strada è menzionata nel film Shakespeare a colazione e in Un lupo mannaro americano a Londra.

### Musical
- Tottenham Court Road è la strada in cui Eliza Doolittle vende i suoi fiori nel musical My Fair Lady.